# Carolus Rex (samlingsalbum)
Carolus Rex är en serie album i åtta delar där man har låtit många olika band spela. Exempel på sådana band är:
- Blå Brigader
- Karolinerna
- Väringarna
- Ultima Thule

## Utgivna album
Carolus Rex I
- Utgivet år 1994

Carolus Rex II
- Utgivet år 1996

Carolus Rex III
- Utgivet år 1997

Carolus Rex IV
- Utgivet år 1999

Carolus Rex V
- Utgivet år 2001

Carolus Rex VI
- Utgivet år 2002

Carolus Rex VII
- Utgivet år 2004

Carolus Rex VIII
- Utgivet år 2006

## Övrigt
Även Sabaton släppte 2012 ett album med namnet Carolus Rex (som innehåller en låt med samma namn).